# 加都巴蟾
加都巴蟾 （Barbourula kalimantanensis）是鈴蟾科的一種蟾蜍，僅見於加里曼丹寒冷的溪流中。其特點為沒有肺部，靠皮膚呼吸。身體扁平，相信是用以擴大身體表面面積。科學家更認為，肺部令它們浮起，對呼吸反而構成障礙。

## 發現史
此種在1978年由印尼動物學家D·伊斯坎德爾描述，但自此以後就一直未有發現更多樣本，故亦未有對當時收集到的標本進行解剖。直到2007年8月新加坡國立大學研究隊再次發現了這個品種，並在實驗室對八隻樣本進行解剖，才發現這個在無尾目獨特的現象 （在兩棲綱中，另外有一些蠑螈和無足目也有這個特徵）。

## 保護狀況
目前正受採金業和非法伐木的威脅。

## 外部連結
- Barbourula kalimantanensis（页面存档备份，存于）, The IUCN Red List of Threatened Species
- CBC: Gasp! Scientists find first lungless frog（页面存档备份，存于）